# 生石高原県立自然公園
生石高原県立自然公園（おいしこうげんけんりつしぜんこうえん）は、1975年1月25日に和歌山県に指定された県立自然公園。その区域には海南市、紀美野町、有田川町が含まれている。面積は12.91ha。
生石ヶ峰（生石山）の山頂を含む。山頂は古くは定期的な火入れ等によってススキの草原が広がり、優れた景観をもたらし、また高原に特有のマツムシソウやウメバチソウなど和歌山県では珍しい特殊な植物が多く生育することでも知られていた。ただし、近年はススキ草原の遷移が進む傾向があり、一部ではアカマツの森林となり、ススキ草原は狭まっている。そのため、ボランティア等で刈り入れや火入れが行われ、ススキ草原の回復の試みがなされている。

## 見所
- 亀池 - ため池百選に選定されている。
- 生石高原
  - ススキの名所として有名。毎年3月末頃には「生石山焼き」が行われる。